# Dziewiąty pierwiastek
Dziewiąty pierwiastek (norw. Det niende prinsipp) – powieść kryminalna norweskiego pisarza Gerta Nygårdshauga (w Polsce pod pseudonimem Gert Godeng), opublikowana w 1992, a w Polsce w 2008.
Jest czwartą powieścią cyklu Krew i wino, w której występuje smakosz, znawca języków i detektyw amator Fredric Drum. Akcja rozgrywa się w Egipcie – początkowo w Aleksandrii, a potem w Kairze i Gizie. Drum uwikłany zostaje w rozwiązanie zagadki związanej z piramidą Cheopsa i związaną z nią sektą – Synami Cheopsa, działającą pod pozorem biura podróży Cheops Corona Travels. W grę wchodzą zagadnienia związane z ezoteryką i hieroglifami. Dodatkowym tłem akcji jest próba wojskowego zamachu stanu, w którą zostaje wmieszany główny bohater, za sprawą uprowadzenia przez pułkownika Tavallana.
Sam Fredric Drum omal nie traci życia, kiedy to w Aleksandrii dochodzi do próby poderżnięcia mu gardła. Giną natomiast trzy inne osoby – Ferdinand Bessmer z Maine, Ben Kirch z Vermont i Dieter Dünsdorff z Wuppertalu. Ich ciała znajdywane są w sarkofagu Komory Królewskiej piramidy Cheopsa z twarzami wypalonymi kwasem. Z czasem okazuje się, że osoby zamordowane nie były tymi, za które je początkowo wzięto.
Charakterystyczne postacie:
- pułkownik Tavallan – prymitywny wojskowy, członek stronnictwa zwolenników zamachu stanu,
- Leo Ezenfriis – izraelski egiptolog, twórca radykalnych koncepcji naukowych,
- Claudia Edwards – piękna morderczyni,
- Jonathan Erwing – przywódca sekty Synowie Cheopsa,
- doktor Benga – odkrywca bitumenu – tajemniczej substancji z sarkofagu Apisa[4].